# Normwandler

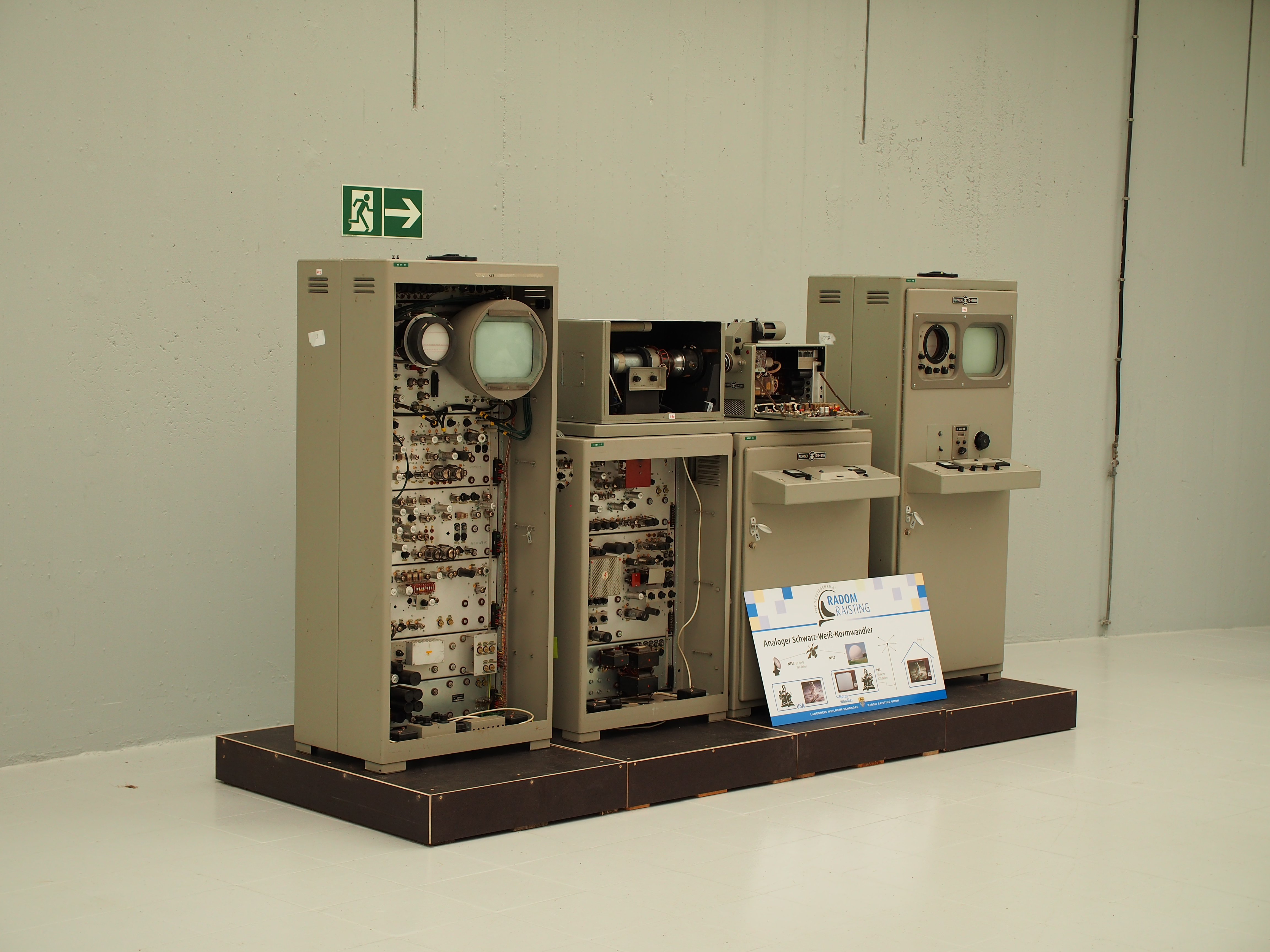
Historischer Normwandler von NTSC auf europäische S/W-Norm

Ein Normwandler ist ein Gerät, das ein Videosignal (bspw. PAL-, NTSC- oder SECAM-Formate) von einer Fernsehnorm in eine andere wandelt. Ein Normwandler wird z. B. benötigt, um ein Video aus Amerika mit einem deutschen Videospieler wiedergeben zu können.
Ein solches Gerät ist im Grunde ein TBC, mit dem zusätzlich z. B. Bildzeilen- und Einzelbildinterpolationen durchgeführt werden können. Letzteres ist eine noch immer nicht zufriedenstellend gelöste Herausforderung, selbst bei teuren Geräten, die bei professionellen Anwendern wie z. B. Fernsehsendern benutzt werden. Heraus kommt beim normgewandelten Material häufiger entweder ein Rucken (NTSC nach PAL) oder schlierende Bewegungen (PAL nach NTSC). 
In VHS-Maschinen eingebaute Normwandler sind in der Regel nur dazu geeignet, um Material eines Fremdstandards überhaupt mit dem eigenen System sichtbar zu machen. Hier wird häufig nur das Farbübertragungssystem verändert. Somit entsteht ein Signal, das sich nur in der Geschwindigkeit der zeitlichen Abfolgen von PAL unterscheidet. Tolerante Fernsehgeräte können dieses Signal aber trotzdem darstellen.
Heute gibt es sowohl analoge Normwandler (Eimerkettenspeicher-Verfahren) wie auch digitale Normwandler (Domino-Konverter, Aurora World Converter). 